# Rytigynia erythroxyloides
Rytigynia erythroxyloides är en måreväxtart som först beskrevs av Henri Ernest Baillon, och fick sitt nu gällande namn av Aaron Paul Davis och Rafaël Herman Anna Govaerts. Rytigynia erythroxyloides ingår i släktet Rytigynia och familjen måreväxter. Inga underarter finns listade i Catalogue of Life.